# New York City FC
New York City FC je američki nogometni klub iz New York Cityja, koji se natječe u Major League Socceru. Klub je osnovan 21. svibnja 2013.